# Evan Rachel Wood
Evan Rachel Wood (Raleigh, Észak-Karolina, 1987. szeptember 7. –)                       amerikai színésznő.

## Fiatalkora és családja
1987. szeptember 7-én született Raleigh városában, Észak-Karolina államban. Édesanyja Sara Lynn Moore színésznő, rendező és színi oktató, édesapja Ira David Wood III színész, énekes, színházigazgató és drámaíró.
1996-ban szülei elváltak.

## Pályafutása
1994-ben debütált színészként az American Gothic című sorozatban. 1996-ban, szülei válása után édesanyjával Los Angelesbe költöztek. Itt első szerepe a Profiler című drámában volt. 1999-ben állandó szerepet kapott, mint Jessie Sammler a Még egyszer és újra című sorozatban. Első mozis alakítása az 1998-as Egy alagút Kínába című filmben volt, ahol Kevin Baconnel, valamint Mary Stuart Mastersonnal játszhatott együtt. Következő filmje a Griffin Dunne rendezésében készült Átkozott boszorkák (1998), Sandra Bullock és Nicole Kidman oldalán.
2002-ben a Blair Treu által rendezett Ajkamon lakat című filmben tűnt fel. Még ugyan ebben az évben szerepelt az Andrew Niccol rendezte Simone – Sztárcsináló 1.0 című vígjátékban. 2003-ban a Nikki Reed és Catherine Hardwicke által hat nap alatt megírt Tizenhárom című filmben megkapta az egyik főszerepet. Következő szerepe, Cate Blanchett és Tommy Lee Jones oldalán Ron Howard Az eltűntek című filmjében volt. 2005-ben az Apátlan anyátlanok című prudukcióban Kevin Costner és Joan Allen partnereként volt látható. Következő filmje, a Kés, villa, olló 2006-ban jelent meg, majd 2007 szeptemberében mutatták be a Kalifornia királya című filmjét. Első animációs filmje a Terra volt 2008-ban. Még ebben az évben szerepelt a Szemvillanás alatt című filmben, Uma Thurman fiatalkori énjét alakítva. 2008-ban A pankrátorban játszott. 2009-ben a Woody Allen által rendezett Bármi megteszi szereplőgárdájának tagja volt.
2009 és 2011 között visszatérő szerepet osztottak rá a True Blood – Inni és élni hagyni című sorozatban. 2011-ben a Mildred Pierce című minisorozattal Golden Globe- és Primetime Emmy-díjakra jelölték. 2013-ban a Halálos szerelem című romantikus thrillerben játszotta Gabi szerepét. 2015-ben Marianne hangját kölcsönözte a Különös varázsban. 2019-ben újabb szinkronszerepet vállalt, ezúttal a Jégvarázs 2. szereplőjeként.
Az HBO 2016-ban indult Westworld című sci-fi drámasorozatában főszereplőként Dolores Abernathy-t alakította, egészen 2022-ig. 

## Filmográfia

### Film
| Év   | Magyar cím                                 | Eredeti cím                   | Szerep                      | Magyar hang        |
| ---- | ------------------------------------------ | ----------------------------- | --------------------------- | ------------------ |
| 1997 | Egy alagút Kínába                          | Digging to China              | Harriet Frankovitz          | Kobela Kíra        |
| 1998 | Átkozott boszorkák                         | Practical Magic               | Kylie Owens                 | Bogdányi Titanilla |
| 1998 | Kitérő                                     | Detour                        | Daniella Rogers             |                    |
| 2001 | Ajkamon lakat                              | Little Secrets                | Emily Lindstrom             |                    |
| 2002 | Simone – Sztárcsináló 1.0                  | Simone                        | Lainey Christian            | Bogdányi Titanilla |
| 2003 | Tizenhárom                                 | Thirteen                      | Tracy Louise Freeland       | Bogdányi Titanilla |
| 2003 | Az eltűntek                                | The Missing                   | Lily Gilkeson               | Vadász Bea         |
| 2005 | A bosszú iskolája                          | Pretty Persuasion             | Kimberly Joyce              | Nemes Takách Kata  |
| 2005 | Apátlan anyátlanok                         | The Upside of Anger           | Lavender "Popeye" Wolfmeyer | Vadász Bea         |
| 2005 | San Fernando völgye                        | Down in the Valley            | October "Tobe"              | Mezei Kitty        |
| 2006 | Asterix és a vikingek                      | Asterix et les Vikings        | Abba (angol hangja)         |                    |
| 2006 | Cápa csali                                 | Shark Bait                    | Cordelia (hangja)           | Nemes Takách Kata  |
| 2006 | Kés, villa, olló                           | Running with Scissors         | Natalie Finch               | Bogdányi Titanilla |
| 2007 | Kalifornia királya                         | King of California            | Miranda                     | Nemes Takách Kata  |
| 2007 | Szemvillanás alatt                         | The Life Before Her Eyes      | Diana McFee fiatalon        | Györfi Anna        |
| 2007 | Harc a Terra bolygóért                     | Battle for Terra              | Mala (hangja)               | Bogdányi Titanilla |
| 2007 | Across the Universe – Csak a szerelem kell | Across the Universe           | Lucy Carrigan               |                    |
| 2008 | A pankrátor                                | The Wrestler                  | Stephanie Ramzinski         | Bogdányi Titanilla |
| 2009 | Bármi megteszi                             | Whatever Works                | Melodie St. Ann Celestine   |                    |
| 2010 | A cinkos                                   | The Conspirator               | Anna Surratt                | Nemes Takách Kata  |
| 2011 | A hatalom árnyékában                       | The Ides of March             | Molly Stearns               | Bogdányi Titanilla |
| 2013 | Halálos szerelem                           | Charlie Countryman            | Gabi Ibanescu               | Bogdányi Titanilla |
| 2013 | A te eseted                                | A Case of You                 | Birdie Hazel                | Vadász Bea         |
| 2014 |                                            | Barefoot                      | Daisy Kensington            |                    |
| 2015 | Különös varázs                             | Strange Magic                 | Marianne (hangja)           | Vágó Bernadett     |
| 2015 |                                            | Into the Forest               | Eva                         |                    |
| 2017 | Csábítás                                   | Allure                        | Laura Drake                 |                    |
| 2018 | A fiatalság ízei                           | Si shi qing chun              | Yi Lin (angol hangja)       |                    |
| 2019 | Jégvarázs 2.                               | Frozen II                     | Queen Iduna (hangja)        | Győrfi Anna        |
| 2020 | Kőgazdag                                   | Kajillionaire                 | Old Dolio                   | Sodró Eliza        |
| 2020 |                                            | Showbiz Kids (dokumentumfilm) | önmaga                      |                    |
| 2020 |                                            | Viena and the Fantomes        | Susi                        |                    |
| 2022 | Weird: Az Al Yankovic Sztori               | Weird: The Al Yankovic Story  | Madonna                     |                    |
| 2023 |                                            | Backspot                      | Eileen McNamara             |                    |

### Televízió
| Év        | Magyar cím                       | Eredeti cím                                        | Szerep                           | Megjegyzések                                      |
| --------- | -------------------------------- | -------------------------------------------------- | -------------------------------- | ------------------------------------------------- |
| 1994      | Keserű vér                       | In the Best of Families: Marriage, Pride & Madness | Little Susie                     | tévéfilm                                          |
| 1994      | Gyilkos látomás                  | Search for Grace                                   | Sarah fiatalon / Robin           | tévéfilm                                          |
| 1995      | Ketten a farmon                  | A Father for Charlie                               | Tessa                            | tévéfilm                                          |
| 1995      |                                  | Death in Small Doses                               | Anna                             | tévéfilm                                          |
| 1995–1996 |                                  | American Gothic                                    | Rose Russell                     | 3 epizód                                          |
| 1997      |                                  | Get to the Heart: The Barbara Mandrell Story       | Jaime Dudney nyolcévesen         | tévéfilm                                          |
| 1998–1999 | Pszichozsaru                     | Profiler                                           | Chloe Waters                     | 6 epizód                                          |
| 1999      |                                  | Down Will Come Baby                                | Robin Garr                       | tévéfilm                                          |
| 1999–2002 | Még egyszer és újra              | Once and Again                                     | Jessie Sammler                   | főszereplő                                        |
| 2000      | Angyali érintés                  | Touched by an Angel                                | Sarah Radcliff                   | 1 epizód                                          |
| 2002      | Az elnök emberei                 | The West Wing                                      | Hogan Cregg                      | 1 epizód                                          |
| 2003      | CSI: A helyszínelők              | CSI: Crime Scene Investigation                     | Nora Easton                      | 1 epizód                                          |
| 2009–2011 | True Blood – Inni és élni hagyni | True Blood                                         | Sophie-Anne Leclerq              | 8 epizód                                          |
| 2011      | Mildred Pierce                   | Mildred Pierce                                     | Veda Pierce                      | minisorozat (2 epizód)                            |
| 2013      | Robotcsirke                      | Robot Chicken                                      | Travis barátnője / anya (hangja) | 1 epizód                                          |
| 2015      |                                  | Doll & Em                                          | Evan                             | 5 epizód                                          |
| 2016–2022 | Westworld                        | Westworld                                          | Dolores Abernathy                | - főszereplő - magyar hangja: - Sipos Eszter Anna |
| 2018–2019 | Tömény történelem                | Drunk History                                      | Mary Shelley / Deborah Sampson   | 2 epizód                                          |
| 2019      | Hétköznapi vámpírok – A sorozat  | What We Do in the Shadows                          | Evan                             | 1 epizód                                          |
| 2022      | Főnix feltámadása                | Phoenix Rising                                     | önmaga                           | dokumentumsorozat (2 epizód)                      |